# Jürgen Beneke
Jürgen Beneke (23 de febrero de 1972) es un deportista alemán que compitió en ciclismo de montaña en la disciplina de descenso. Ganó tres medallas en el Campeonato Europeo de Ciclismo de Montaña entre los años 1996 y 1998.

## Palmarés internacional
| Campeonato Europeo | Campeonato Europeo                | Campeonato Europeo | Campeonato Europeo |
| Año                | Lugar                             | Medalla            | Competición        |
| ------------------ | --------------------------------- | ------------------ | ------------------ |
| 1996               | Bassano del Grappa (Italia)       | Medalla de plata   | Descenso           |
| 1997               | Métabief (Francia)                | Medalla de bronce  | Descenso           |
| 1998               | Špindlerův Mlýn (República Checa) | Medalla de bronce  | Descenso           |